# Miriam Oremans
Miriam Oremans (* 9. September 1972 in Berlicum) ist eine ehemalige niederländische Tennisspielerin.

## Karriere
Oremans gewann bei den Olympischen Spielen in Sydney zusammen mit Kristie Boogert die Silbermedaille im Damendoppel. Im Finale unterlagen sie Venus und Serena Williams.
In ihrer Karriere gewann Oremans drei Doppeltitel auf der WTA Tour. Ihr größter Erfolg war der Einzug ins Halbfinale der Doppelkonkurrenz in Wimbledon im Jahr 1997. Im Einzel kam sie dort 1993 und 1998 ins Achtelfinale, was ihr im Doppel viermal bei den Australian Open gelang.
Oremans erreichte ihre besten Platzierungen in der WTA-Weltrangliste 1993 mit Position 25 im Einzel und 1997 mit Platz 19 im Doppel.
Zwischen Juli 1992 und April 2003 bestritt sie für die Niederlande 62 Partien im Fed Cup, von denen sie 35 gewann. Danach zog sie sich vom Profitennis zurück.

## Turniersiege

### Doppel
| Nr. | Datum            | Turnier          | Belag             | Partnerin        | Finalgegnerinnen                       | Ergebnis      |
| --- | ---------------- | ---------------- | ----------------- | ---------------- | -------------------------------------- | ------------- |
| 1.  | 15. Februar 1992 | Linz             | Hartplatz (Halle) | Monique Kiene    | Claudia Porwik Raffaella Reggi-Congato | 6:4, 6:2      |
| 2.  | 14. Februar 1998 | Paris            | Teppich (Halle)   | Sabine Appelmans | Anna Kurnikowa Larisa Neiland          | 1:6, 6:3, 7:6 |
| 3.  | 19. Juni 1998    | ’s-Hertogenbosch | Rasen             | Sabine Appelmans | Cătălina Cristea Eva Melicharová       | 6:7, 7:6, 7:6 |

## Abschneiden bei Grand-Slam-Turnieren

### Einzel
| Turnier         | 1990 | 1991 | 1992 | 1993 | 1994 | 1995 | 1996 | 1997 | 1998 | 1999 | 2000 | 2001 | 2002 | Karriere |
| --------------- | ---- | ---- | ---- | ---- | ---- | ---- | ---- | ---- | ---- | ---- | ---- | ---- | ---- | -------- |
| Australian Open | —    | 1    | —    | 3    | 1    | 2    | 1    | 1    | 2    | 1    | 3    | 2    | 1    | 3        |
| French Open     | —    | —    | —    | 2    | 3    | 2    | 3    | 1    | 2    | 1    | 2    | 1    | 1    | 3        |
| Wimbledon       | —    | 1    | 1    | AF   | 1    | 3    | 2    | 1    | AF   | 1    | 3    | 1    | 3    | AF       |
| US Open         | 2    | —    | —    | 1    | 1    | 1    | 2    | 3    | 1    | 1    | 2    | 2    | 1    | 3        |

### Doppel
| Turnier         | 1992 | 1993 | 1994 | 1995 | 1996 | 1997 | 1998 | 1999 | 2000 | 2001 | 2002 | Karriere |
| --------------- | ---- | ---- | ---- | ---- | ---- | ---- | ---- | ---- | ---- | ---- | ---- | -------- |
| Australian Open | —    | 2    | —    | 1    | 2    | 2    | AF   | AF   | 1    | AF   | AF   | AF       |
| French Open     | 2    | 2    | 2    | 1    | 1    | 1    | 2    | 1    | 1    | 1    | 2    | 2        |
| Wimbledon       | 1    | —    | 1    | AF   | 2    | HF   | 1    | 1    | VF   | 2    | 2    | HF       |
| US Open         | 2    | 2    | 2    | 1    | 2    | 1    | 1    | 1    | 1    | 1    | 2    | 2        |